# Велике Карачкіно
Вели́ке Кара́чкіно (рос. Большое Карачкино, чув. Мăн Хураçка) — село у Чувашії Російської Федерації, у складі Великосундирського сільського поселення Моргауського району.
Населення — 134 особи (2010; 140 в 2002, 231 в 1979, 325 в 1939, 334 в 1926, 354 в 1906, 182 в 1859, 418 в 1795).

## Історія
Історичні назви — Карачкіна, Вурманкаси, Хорачка. До 1866 року селяни мали статус державних, займались землеробством, тваринництвом, виробництвом взуття. У 1899–1939 роках функціонувала церква Святої Трійці. 1898 року відкрито школу грамоти, 1899 року — парафіяльну школу, 1904 року — земське училище. 1931 року створено колгосп «Пахар». До 1920 року село перебувало у складі Теняковської соті, пізніше Кожважсігачкінської та Малокарачкінської волостей Козьмодемьянського, у період з 23 липня по 5 жовтня — у складі Чебоксарського, а з 6 жовтня 1920 року — у складі Ядрінського повіту. З переходом на райони 1 жовтня 1927 року село увійшло до складу Татаркасинського району, 16 січня 1939 року — до складу Сундирського, 20 грудня 1962 року — до складу Ядрінського, а з 11 березня 1964 року перебуває у складі Моргауського району.

## Господарство
У селі діють школа, дитячий садок, фельдшерсько-акушерський пункт, клуб, бібліотека, стадіон, пошта, церква, 3 магазини.

## Відомі люди
У селі народився Лукоянов Геральд Васильович (1935–2001) — чуваський мовознавець, педагог, кандидат філологічних наук.